# Dipartimento di Retalhuleu
Il dipartimento di Retalhuleu è uno dei 22 dipartimenti del Guatemala, il capoluogo è la città di Retalhuleu.

## Comuni
Il dipartimento di Retalhuleu conta 9 comuni:
- Champerico
- El Asintal
- Nuevo San Carlos
- Retalhuleu
- San Andrés Villa Seca
- San Felipe
- San Martín Zapotitlán
- San Sebastián
- Santa Cruz Muluá